# Nacktpelz

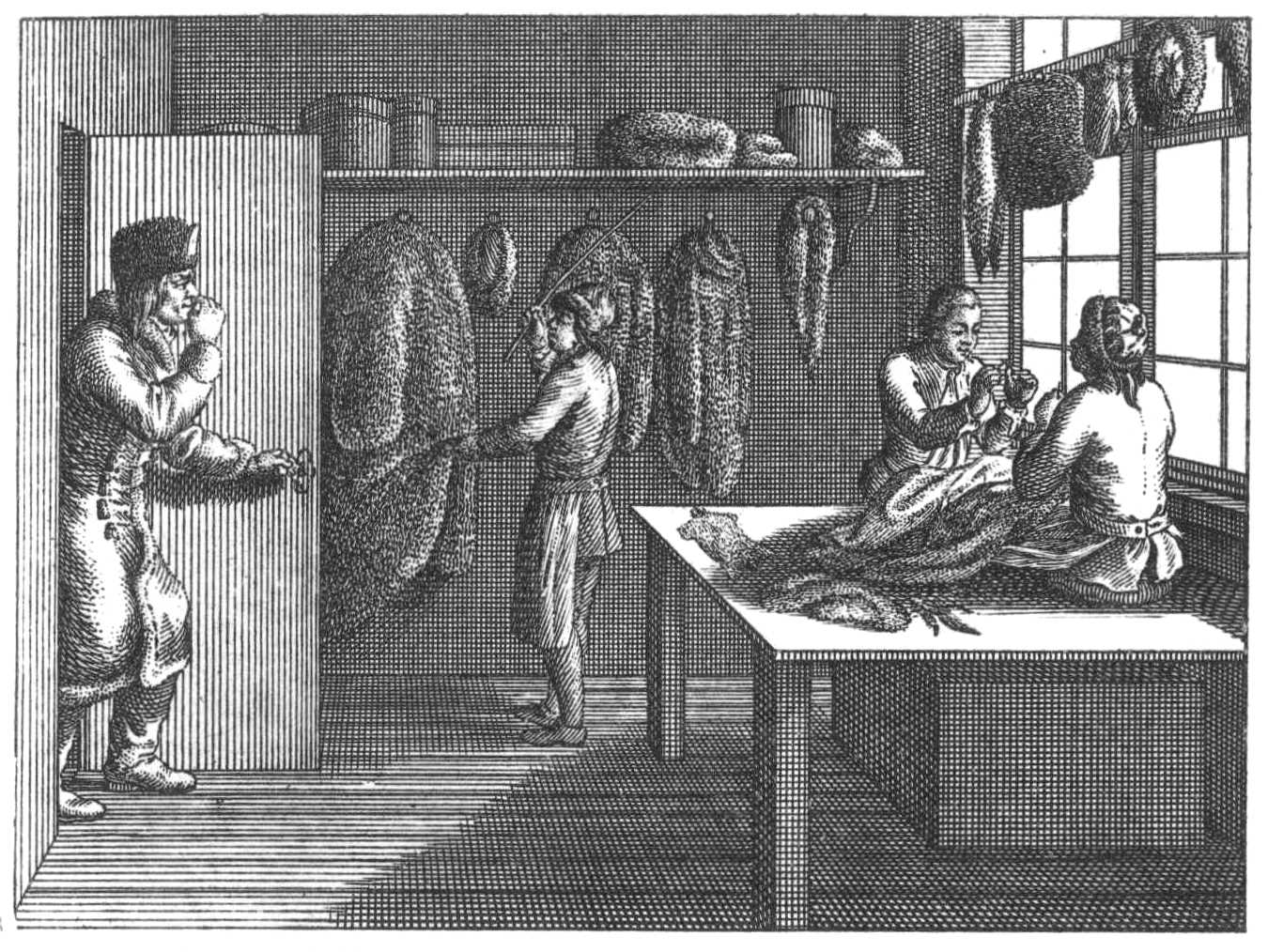
Kunde im Nacktpelz betritt eine Kürschnerwerkstatt (1774)

Nacktpelz, auch „wie gewachsen“, vor allem in an den osteuropäischen Trachtenstil angelehnten Ausführungen auch Bunda genannt, sind veraltete Bezeichnungen für einen mit der Lederseite nach außen zu tragenden Pelz für Männer oder Frauen, ohne einen darüberliegenden Stoffbezug. In einer Untersuchung der Kürschnerei im sächsischen Frankenberg aus dem Jahr 1895 wird anstelle Nacktpelz der anschauliche Begriff Lederpelz verwendet.
In der Regel waren Nacktpelze aus Schaffell, seltener aus Ziegenfell gearbeitet. Durch moderne Möglichkeiten der Veredlung der Lederseite können inzwischen auch Pelze aus edleren Fellarten mit dem Leder nach außen hergestellt werden. Nacktpelze werden heute nach der Art der Lederbehandlung differenziert als Velourslamm-Jacke, Nappalamm-Mantel und nach der Fellart, als veloutierter oder nappierter Kaninmantel, Nerzmantel usw. bezeichnet.

## Geschichte
Bis in die Zeit nach dem Zweiten Weltkrieg (1939–1945) galten Pelzmäntel und -jacken als weitgehend zeitlos, sie folgten nur in geringem Ausmaß der Mode. Insbesondere in der Provinz versuchten die Kürschner seit jeher jegliche Neuerung zu unterdrücken, schon um auswärtige Konkurrenz zu behindern. Das galt auch, vielleicht besonders, für die einfach zu arbeitenden Nacktpelze. Im Jahr 1607 stritten sich beispielsweise in Schlesien die Wohlauer mit den Liegnitzer Kürschnern. Die Kollegen aus Liegnitz hatten auf dem Markt neumodische, auf der Achsel offene Bauernpelze angeboten, die auch guten Absatz fanden. Die auf Betreiben der Wohlauer Zunft vom Rat der Stadt verhängte Strafe von 6 Talern musste jedoch nach einem Beschluss der herzoglichen Regierung wieder zurückgenommen werden. Auch gab es immer wieder Streitigkeiten über angeblich unzulässige Verzierungen der Pelze, die von den einheimischen Kürschnern vermutlich nicht hergestellt werden konnten. Die Meistervereinigungen insbesondere kleiner Orte nutzten regionale Einschränkungen immer wieder dazu, auswärtigen Jahrmarktsbeschickern ebenfalls das Verkaufen solcher, „nicht in Brauch“ befindlicher „neuer Moden“ möglichst verbieten zu lassen. Während die „Grobkürschner“ kleinerer Orte vor allem Lamm- und Schafpelze für die umwohnende ländliche Bevölkerung arbeiteten, stellten die „Edelkürschner“ der großen Städte Pelzfutter und Verbrämungen aus zum großen Teil importierten, wertvolleren Pelzarten her.
Über die Verwendung von Nacktpelzen aus Kaninfell oder Lammfell schrieb eine Pelznäherin Fachautorin der DDR im Jahr 1958, dass sie zum größten Teil für Seeleute, Werftarbeiter und Grenzpolizisten bestimmt waren. Zu den Abnehmern der Pelzwesten zählten Kohle- und Bergwerksarbeiter, Kraftfahrer, Betriebsschutzleute und die Menschen, die sich im Winter hauptsächlich im Freien oder in ungeheizten Räumen aufhalten mussten. Es handelte sich bei diesen Stücken fast ausschließlich um Arbeitsschutzkleidung, bei der die äußere Schönheit zu der sonstigen Einschätzung eines Kleidungsstückes erst an zweiter Stelle stand. Vorrangig wichtig waren die wärmenden Eigenschaften, die Bequemlichkeit und die Strapazierfähigkeit. Natürlich sollten sie ordentlich, glatt und sauber aussehen, aber im Vordergrund stand in jedem Fall die Zweckmäßigkeit.
Etwa in den 1960er und 1970er Jahren begann die Pelzmode sich unmittelbar an der Textilmode zu orientieren. Auch die mit dem Leder nach außen getragenen Pelze machten jetzt die Modeentwicklungen mit, gleichzeitig verschwand der ohnehin bereits weniger verwendete Begriff des Nacktpelzes endgültig aus dem allgemeinen Sprachgebrauch.
Das „Pelzlexikon“ von 1950 beschreibt eigentlich keinen Nacktpelz mehr, sondern das bereits seit dem Mittelalter beliebte Pelzinnenfutter, nur jetzt anstelle natürlicher Materialien mit einem synthetischen Stoffüberzug: „Die Nacktpelze modernster Schnittführung werden auf der Lederseite auch mit Nylon überzogen“.

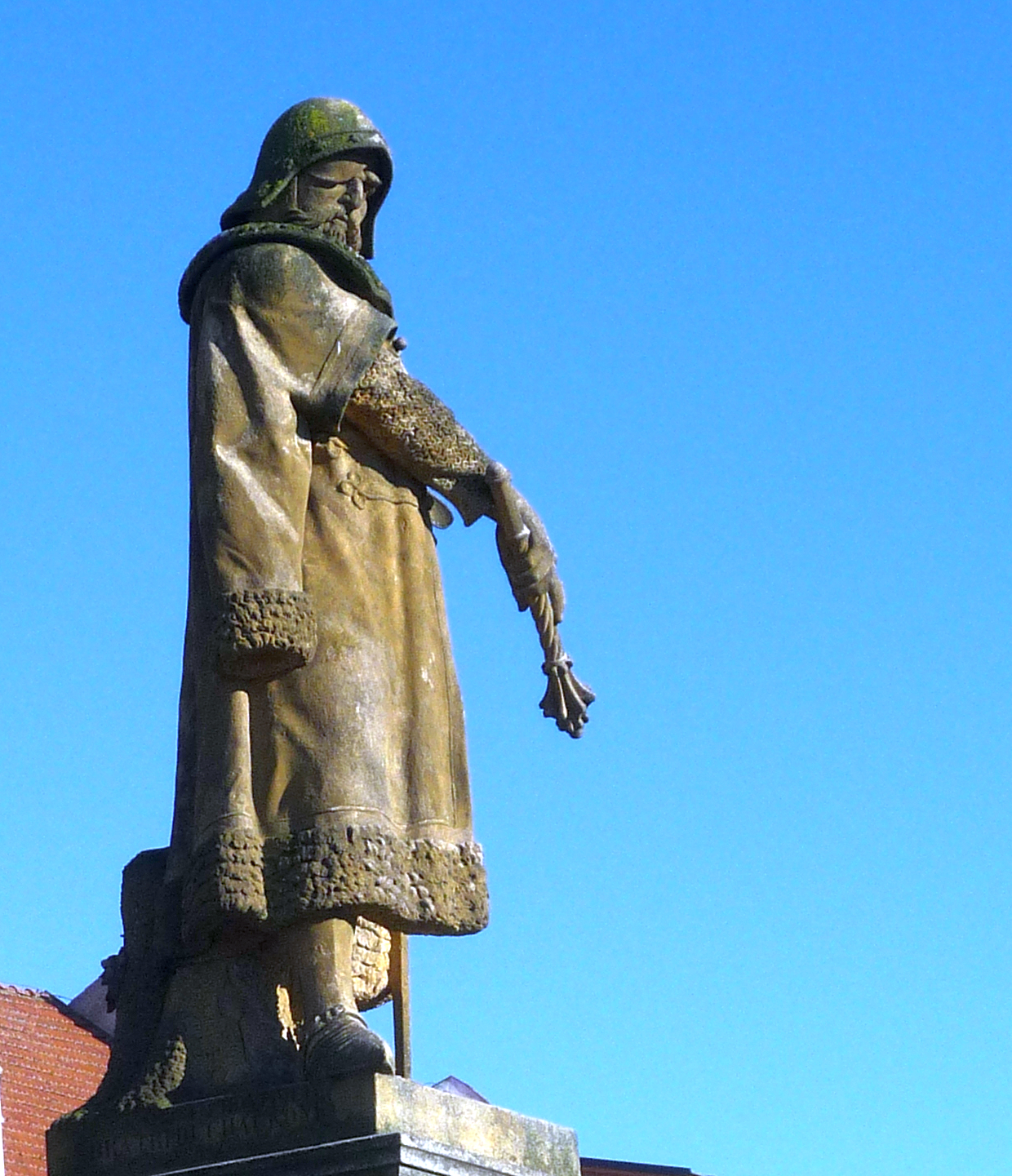
Statue Jan Žižka (* um 1360–1424), Trocnov, Südböhmen
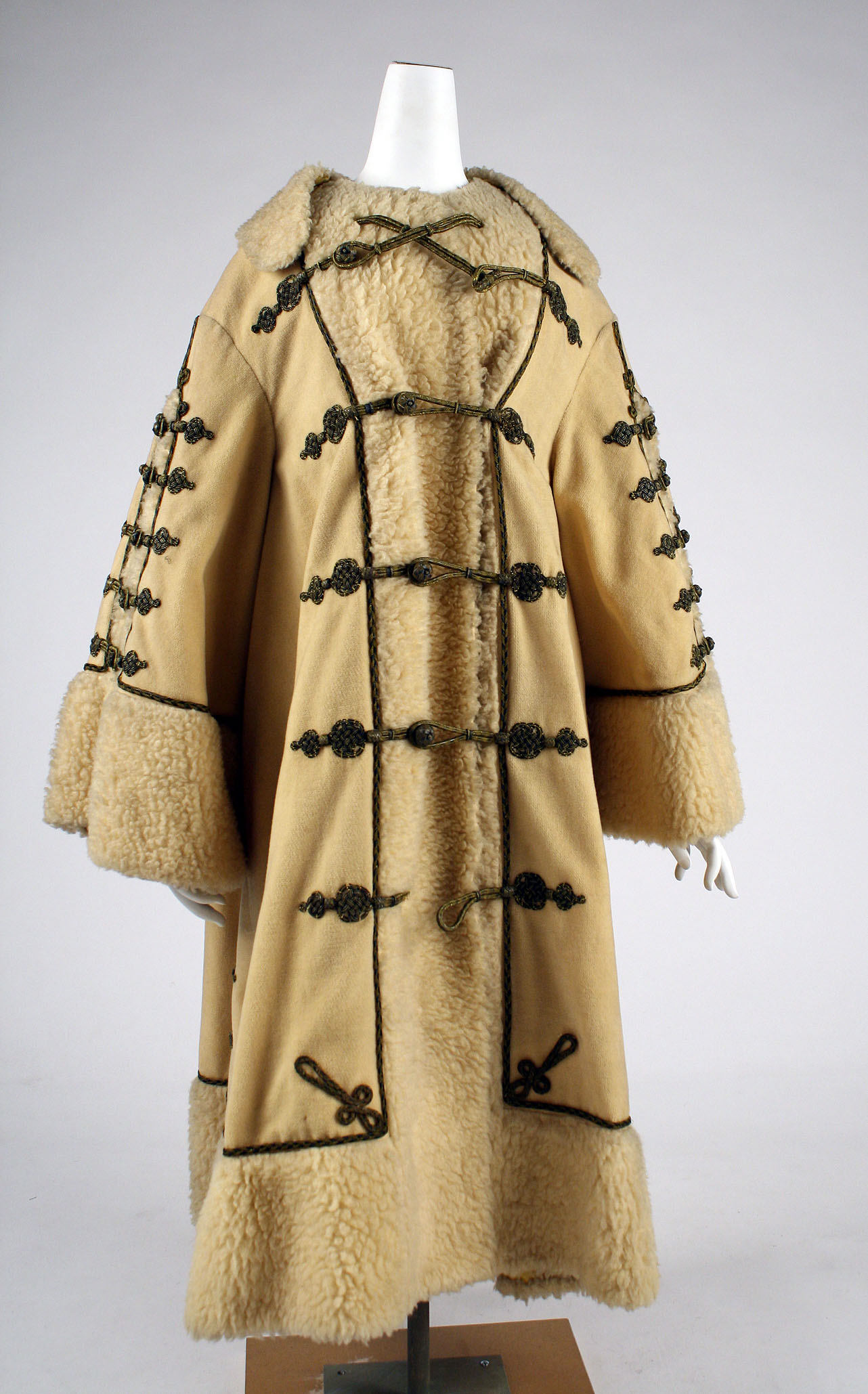
Großbritannien (etwa 1863)
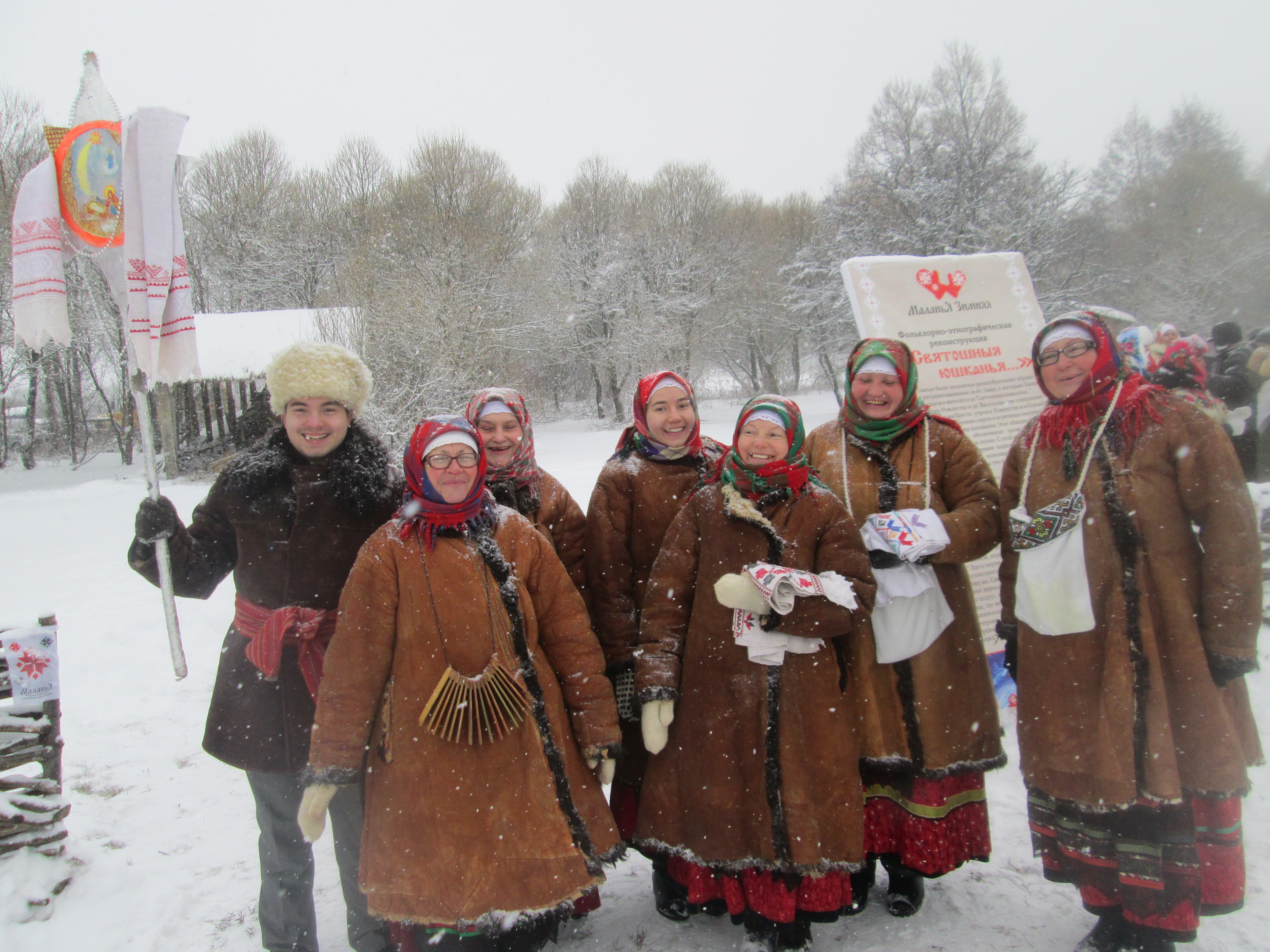
Russinnen in Pelzmänteln aus der Zeit um 1900 (2016)
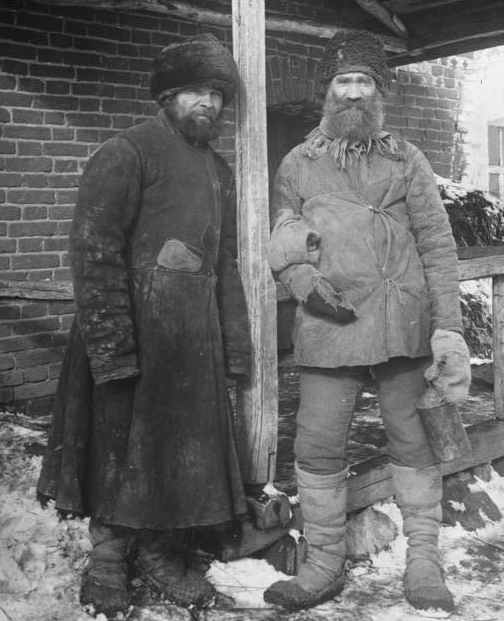
Russische Bauern (1930)

### Bunda (Tracht)
Bunda, auch Schuba, ist im engeren Wortsinn die Bezeichnung eines oftmals weiten, bis an die Erde reichenden Lamm- oder Schafspelzes der Bauern in Ungarn, der mit der Lederseite nach außen getragen wurde. Der Name „Bunda“ ist relativ neu, erstmals taucht er 1723 auf, er stammt von dem deutschen Wort „bunt“ im Sinne von Buntwerk = Pelz. Generell wurden auch alle ähnlich gearbeiteten, oftmals reich bestickten, osteuropäischen Nacktpelze Bunda genannt.

### Nacktpelz, Bunda (überregional)
Warme Nacktfahrpelze trugen Kutschenfahrer und Kutscheninsassen, bei ihrer Erwähnung im Jahr 1930 auch bereits die Benutzer der noch nicht beheizten Automobile. Dafür fanden hauptsächlich, neben ihrer Verwendung zu Fußsäcken und Felldecken, die Felle von sogenannten Land- oder Bauernschafen Verwendung: Die Schafe wurden nach ihrer Heimat als pommersches, holsteinisches, bayrisches oder griechisches Schaf bezeichnet, oder als Heidschnucke, Rhönschaf usw. Bevorzugt verarbeitet wurde eine Abart des Zackelschafes und ähnliche Rassen Südeuropas, deren Felle unter Bezeichnungen wie „Siebenbürger“, „Korsikaner“, „Triester“, „Turiner“, „Mazedonier“ und „Türken“ im Handel waren.
Eine besondere Form des Nacktpelzes war der Zippelpelz (→ Hauptartikel Zippelpelz). Zippelpelz oder Zipfelpelz bezeichnet einen ehemaligen bäuerlichen Wintermantel aus Lammfell oder Ziegenfell mit vorn und hinten verlängertem Saum in der Art von Frackschößen. Der Begriff Zippelpelz und auch dessen Form mit den zwei Rockschößen fand sich vor allem in Ostdeutschland (Oberlausitz, Schlesien) und Osteuropa.
Als Funktionskleidung nahmen die Nacktpelze neben pelzgefütterter Kleidung in den beiden Weltkriegen eine besondere Stellung ein. Wurden anfangs Lamm- oder Schaffellwesten hergestellt, kamen später Wachpelze, Fliegerpelze und andere Militärverwendungen dazu.
Nach dem Zweiten Weltkrieg begannen einige Unternehmen, in der Art vor allem Damenpelze herzustellen, für die das Leder braun, grün oder andersfarbig eingefärbt wurde. Eine erhebliche Verbesserung des Aussehens der Haarseite, die in der Regel an Kragen und Manschetten, eventuell auch als Blende an der Vorderkante sichtbar wird, brachte das von der Firma Liftschütz & Zickerow eingeführte Bügeln des Haares. Ein weiterer wesentlicher Fortschritt war die Fixierung des Pelzes, die dauerhaft verhindert, dass sich das Haar wieder einkräuselt. Der Erfinder war der Ungar Fogl, der sein Patent noch vor dem Zweiten Weltkrieg an das bedeutende Lammfell-Handelsunternehmen Pannonia in Budapest verkaufte. Das im Vergleich zum Fellwert teure, weil aufwändige Veredlungsverfahren wird im Prinzip weiter angewandt, es wurde jedoch ständig verbessert. Die Schaffelle werden seitdem unter der Oberbezeichnung „Biberlamm“ oder dem ohnehin weniger zum Kräuseln neigenden „Merinolamm“ auch für Besätze auf Stoffkonfektion und für mit dem Haar nach außen zu tragende Jacken und Mäntel verwendet.

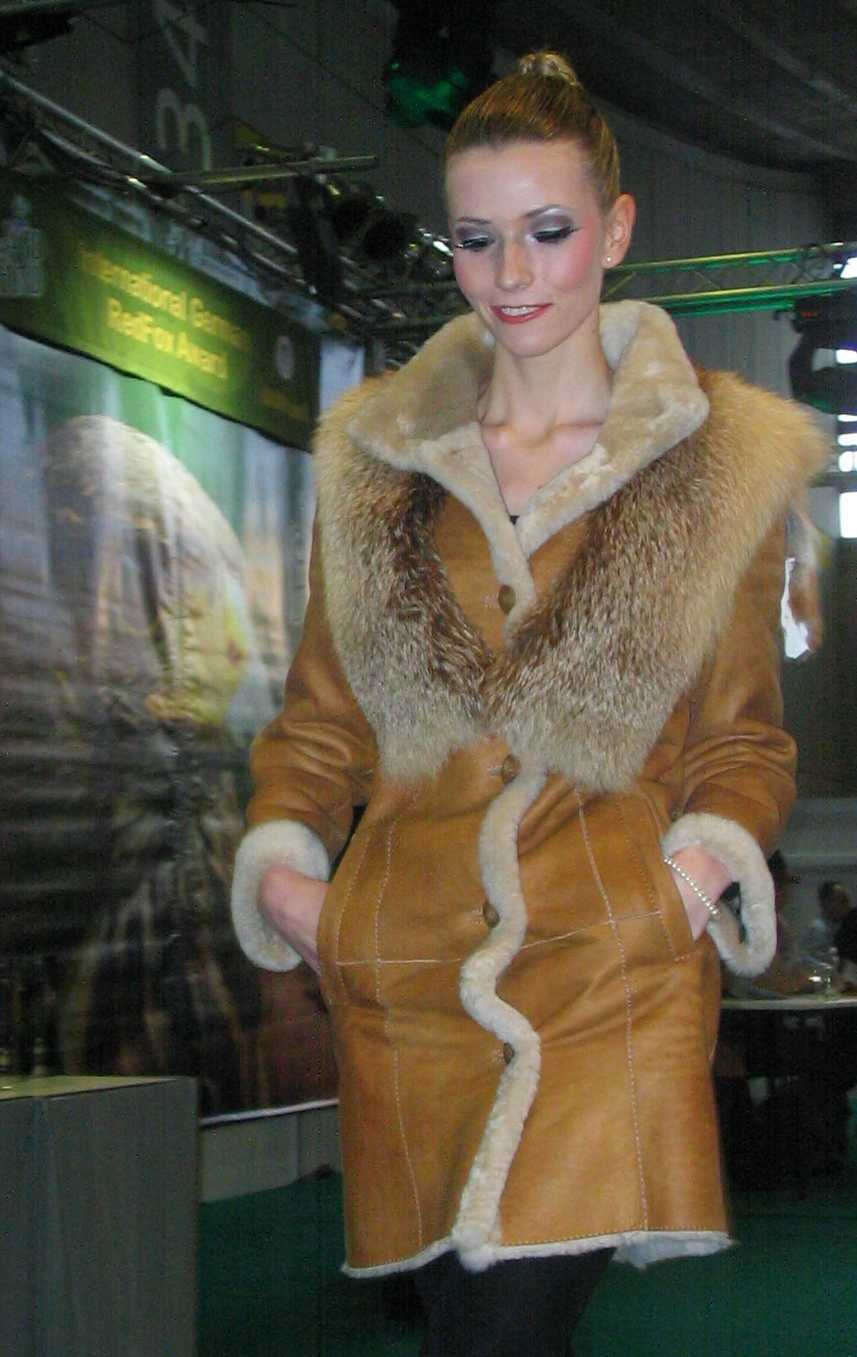
Nappalamm-Damenmantel mit Rotfuchskragen (2013)
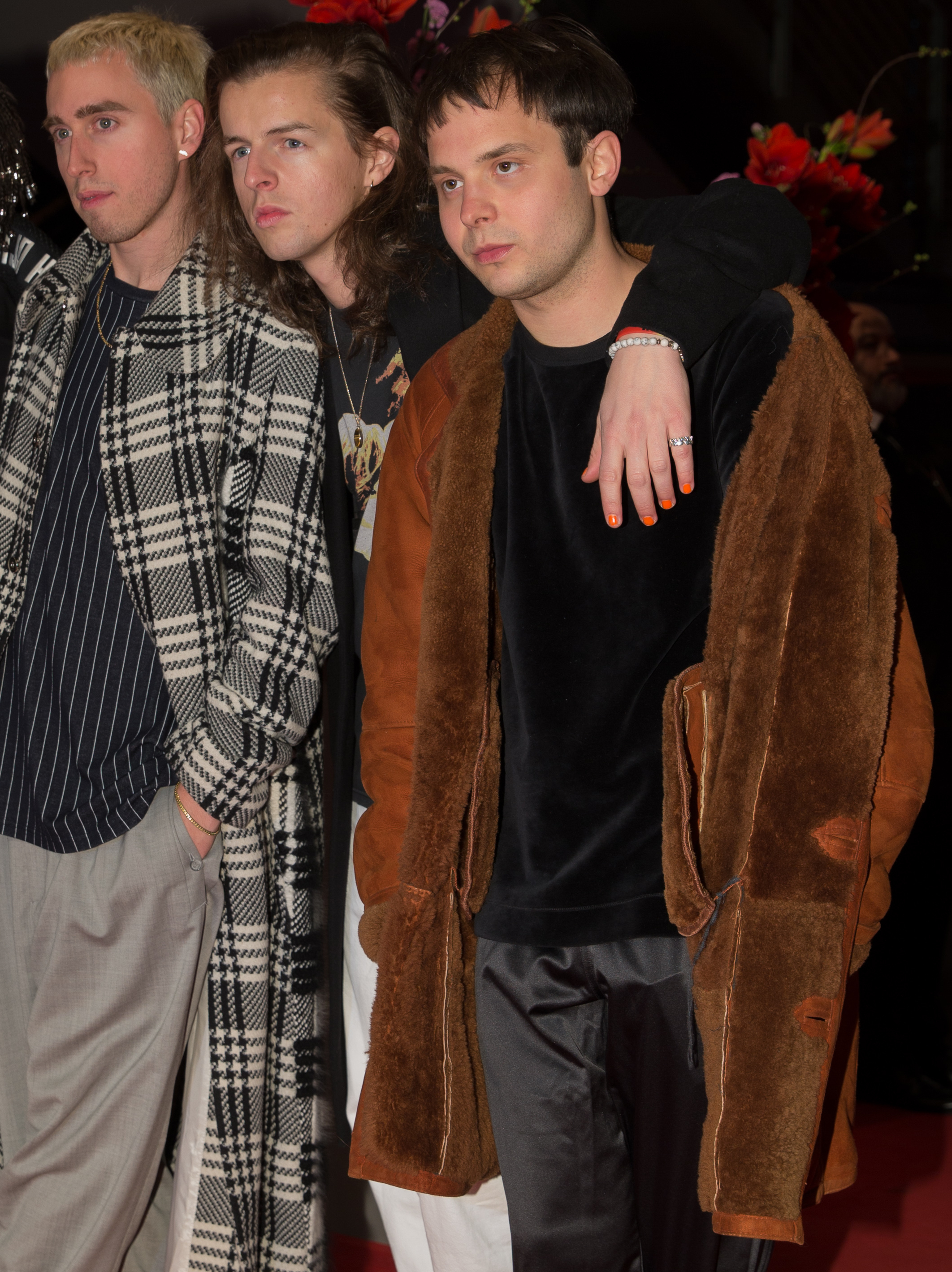
Rechts Velourslamm-Herrenmantel (2017)
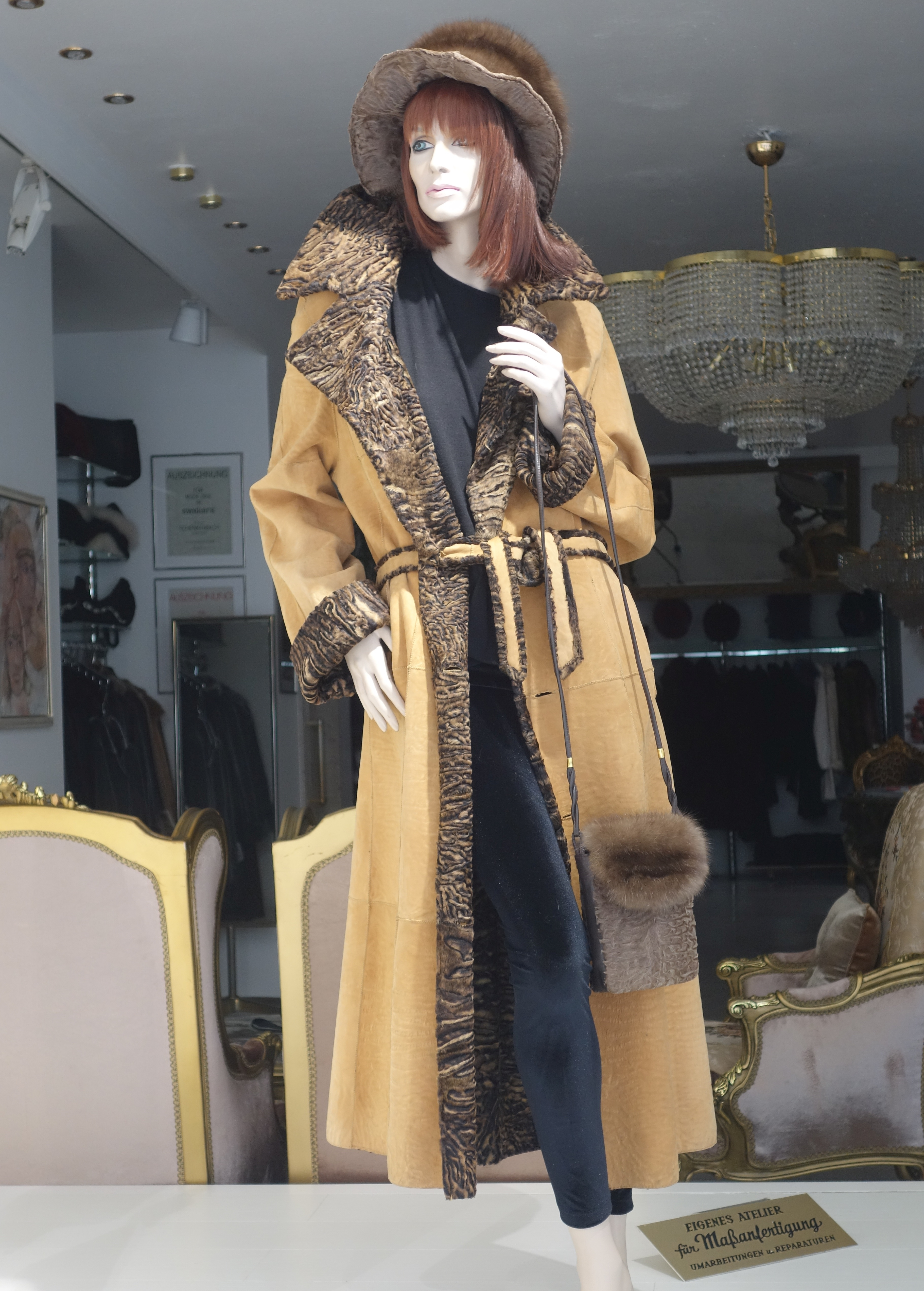
Veloutierter Karakul-Lamm-Mantel (2019)

## Herstellung (1891)
In einem der ersten Fachbücher für Kürschner aus dem Jahr 1891 wurde die Anfertigung von Nacktpelzen beschrieben:

„Eine besondere Art der Fabrikation ist die Herstellung der sogenannten nackten Pelze, die aus weißen und schwarzen Schaffellen zur Verwendung für Landleute in mehreren Gegenden mit sehr kaltem Klima gearbeitet werden, es sind dies Pelze ohne Stoffbezug. Die Felle werden dazu mit dem Eisen glatt gestreckt und besonders sauber und weiß abgezogen und überhaupt möglichst so sorgfältig zubereitet und ausgesucht, daß keine Löcher darin sind. Letztere müssen durch kleine, rund geschnittene Lederstückchen, die sauberst vernadelt werden, zugedeckt werden. Die Pelze müssen dazu so zugeschnitten werden, daß der Pelz keines Ausspannens mehr bedarf und so wenig als möglich Nähte zeigt. Dazu werden die Blößen nicht herausgeschnitten, sondern das Fell zuerst geebnet, die Blößen dann in eine regelmäßige Façon geschoren und ein Stück von dem Abfall des Felles daraufgebießt, das heißt, es wird ein passend zurecht geschnittenes Stück vom Haar aus in der Weise daraufgenäht, daß man es ringsherum vernadelt, dabei aber nur halb durch das Leder sticht, so daß in letzterem nichts zu sehen ist. Die Stücke am Kopf, sowie die Fellnähte werden dann vom Haar aus, mit Vorderstichen, oft unter Einfügung eines Streifchens Leder oder Lederpassepoil ein- und zusammengenäht, um diese Naht möglichst unsichtbar zu machen. Die Kanten ringsherum werden dann noch mit Leder eingefaßt (gewöhnlich von einem kahlgegangenen Fell geschnitten), damit sich nichts verzieht, ferner ein Aufhänger von gedrehtem oder von drei Streifchen geflochtenem Leder angebracht, ebenso Knöpfe und Oesen von Leder, wobei oft viel Kunstfertigkeit gezeigt wird.“

Die geringwertigeren Schaffellsorten wurden zu der Zeit meist nach Russland, Ungarn usw. für billige Bauernpelze verkauft.